# Laws of Attraction
Laws of Attraction (en España, Hasta que la ley nos separe) es una comedia romántica del director británico Peter Howitt.

## Argumento
Los prestigiosos abogados matrimoniales neoyorquinos Daniel Rafferty (Pierce Brosnan) y Audrey Woods (Julianne Moore) han visto al amor salir mal parado en la mayor variedad imaginable de casos, así que, ¿por qué habría de irles mejor a ellos? En la cima de sus respectivas carreras profesionales, Audrey y Daniel son el típico caso de polos opuestos. Ella ejerce su profesión guiándose estrictamente por el manual; él siempre consigue ganar sus casos dejándose guiar por el instinto. Pero un día se ven enfrentados con un desagradable caso de divorcio de alcance público entre dos clientes famosos (Parker Posey y Michael Sheen) que gravita en torno a un castillo irlandés en el que ambos litigantes tienen puesto el ojo. Audrey y Daniel viajan a Irlanda con el objetivo de encontrar testimonios que apoyen sus respectivas posturas en el juicio. Sin embargo, los dos abogados, entre quienes ha ido surgiendo una atracción mutua que ninguno se atreve a reconocer, acaban juntos en unas románticas fiestas rurales irlandesas. Como no podía ser menos, tras una noche de juerga loca, amanecen al día siguiente como marido y mujer. Y ahora deben regresar a Nueva York para seguir adelante con esta sorprendente situación en la que se encuentran y sobre todo con el caso que tienen entre manos. ¿Será que casarse primero es la mejor forma de enamorarse?

## Elenco
- Pierce Brosnan: Daniel Rafferty
- Julianne Moore: Audrey Woods
- Parker Posey: Serena
- Michael Sheen: Thorne Jamison
- Frances Fisher: Sara Miller
- Nora Dunn: Jueza Abramovitz
- Heather Ann Nurnberg: Leslie
- Johnny Myers: Ashton Phelps
- Mike Doyle: Michael Rawson
- Allan Houston: Adamo Shandela

- Datos: Q819109